# Андріївська волость (Олександрівський повіт)
Андріївська волость — історична адміністративно-територіальна одиниця Олександрівського повіту Катеринославської губернії.
Станом на 1886 рік складалася з 5 поселень, 5 сільських громад. Населення — 3136 осіб (1612 чоловічої статі та 1524 — жіночої), 460 дворових господарств.
|                     | Площа, десятин | У тому числі орної, дес. |
| ------------------- | -------------- | ------------------------ |
| Сільських громад    | 1190           | 851                      |
| Приватної власності | 29874          | 10006                    |
| Казенної власності  | —              | —                        |
| Іншої власності     | —              | —                        |
| Загалом             | 31064          | 10857                    |

Основні поселення волості:
- Андріївка — колишнє власницьке село при річці Дніпро за 25 верст від повітового міста, 1241 особа, 266 дворів, православна церква, школа, паровий млин, лавка. За 15 верст — молитовний будинок, школа.
- Павло-Кічкас — колишнє власницьке село при річці річці Дніпро, 612 осіб, 90 дворів.